# Puits à souhait

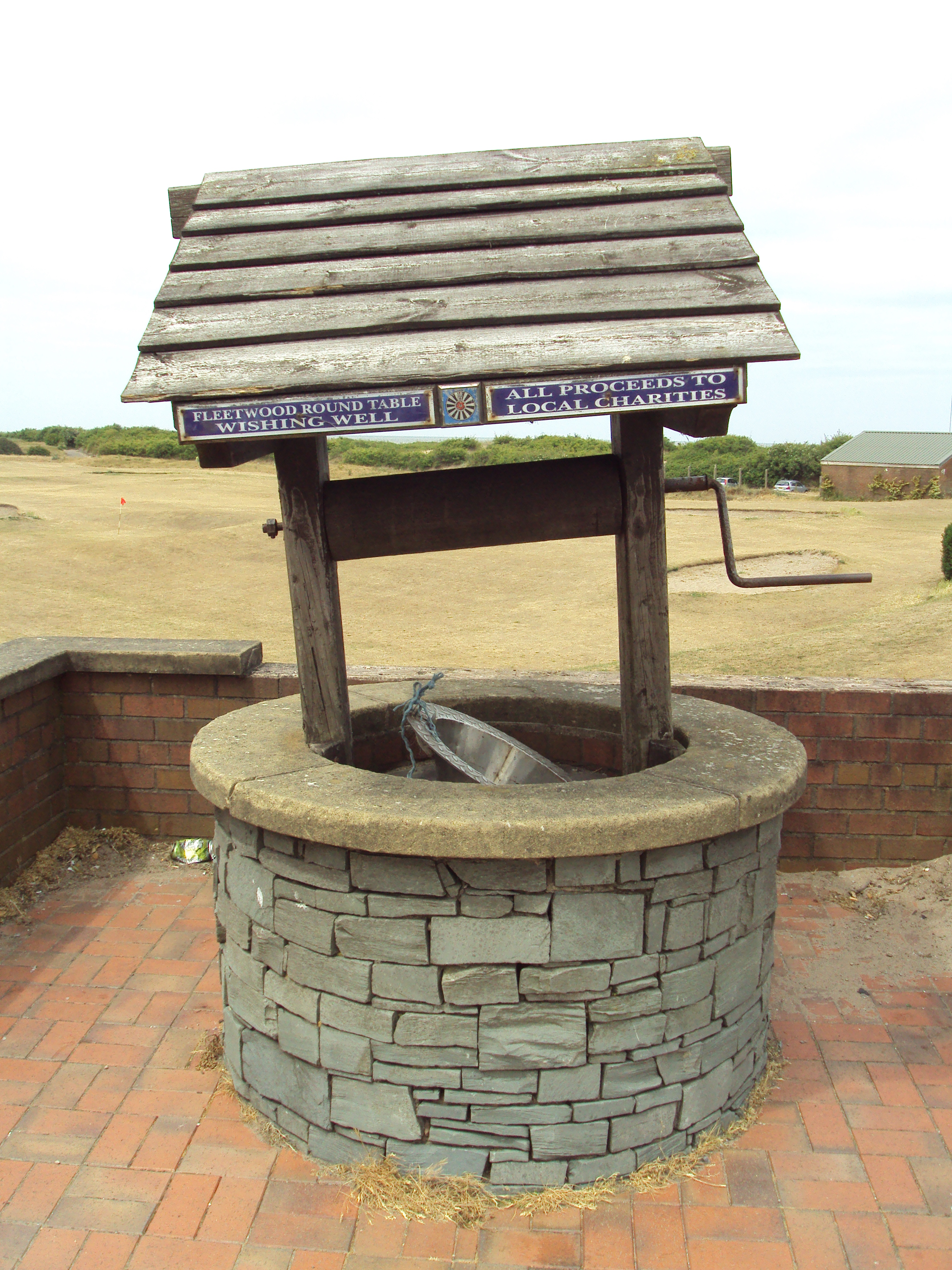
Puits à souhait situé à Fleetwood, Lancashire, Angleterre.

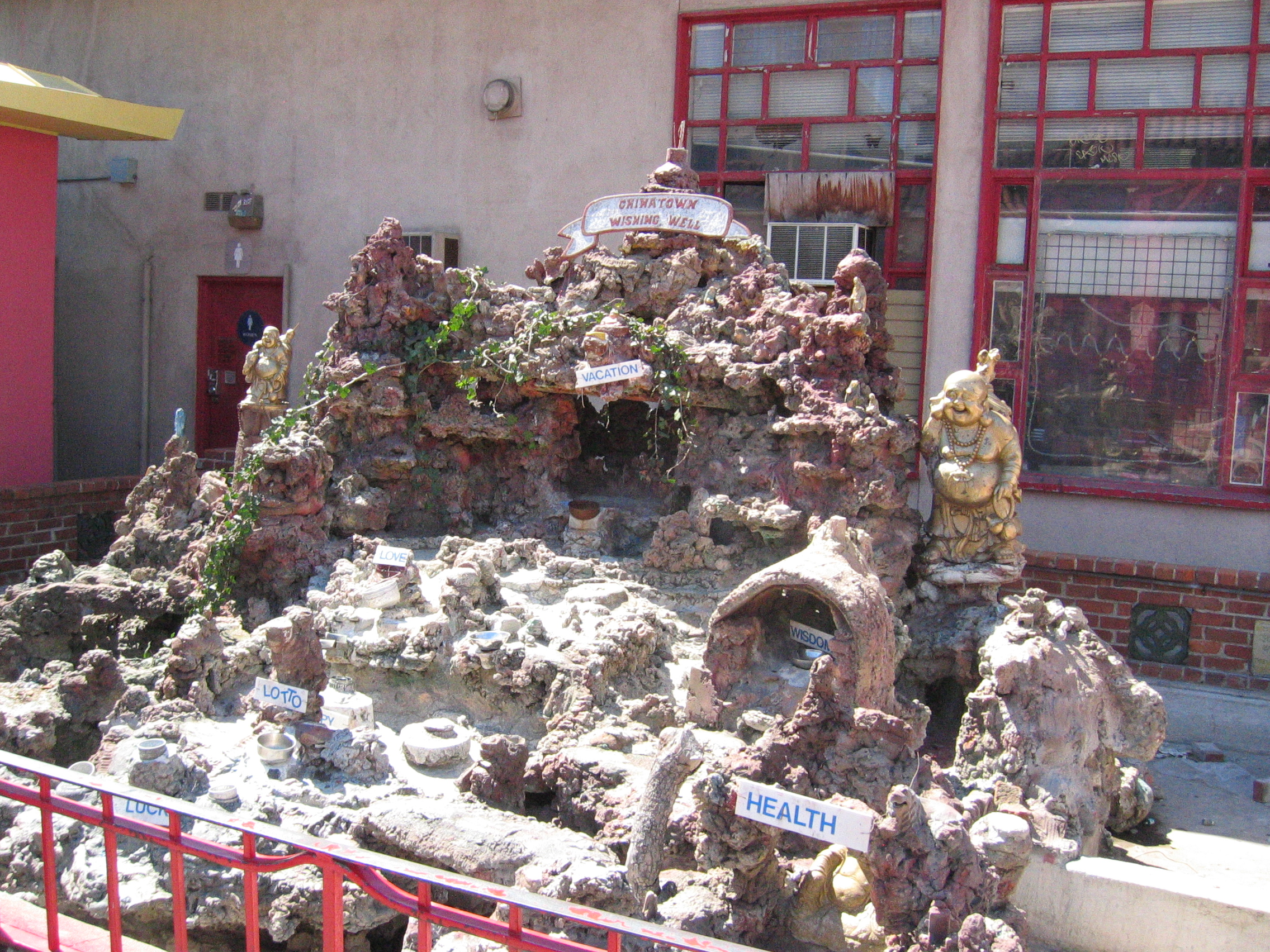
Puits à souhait à Chinatown (Los Angeles).

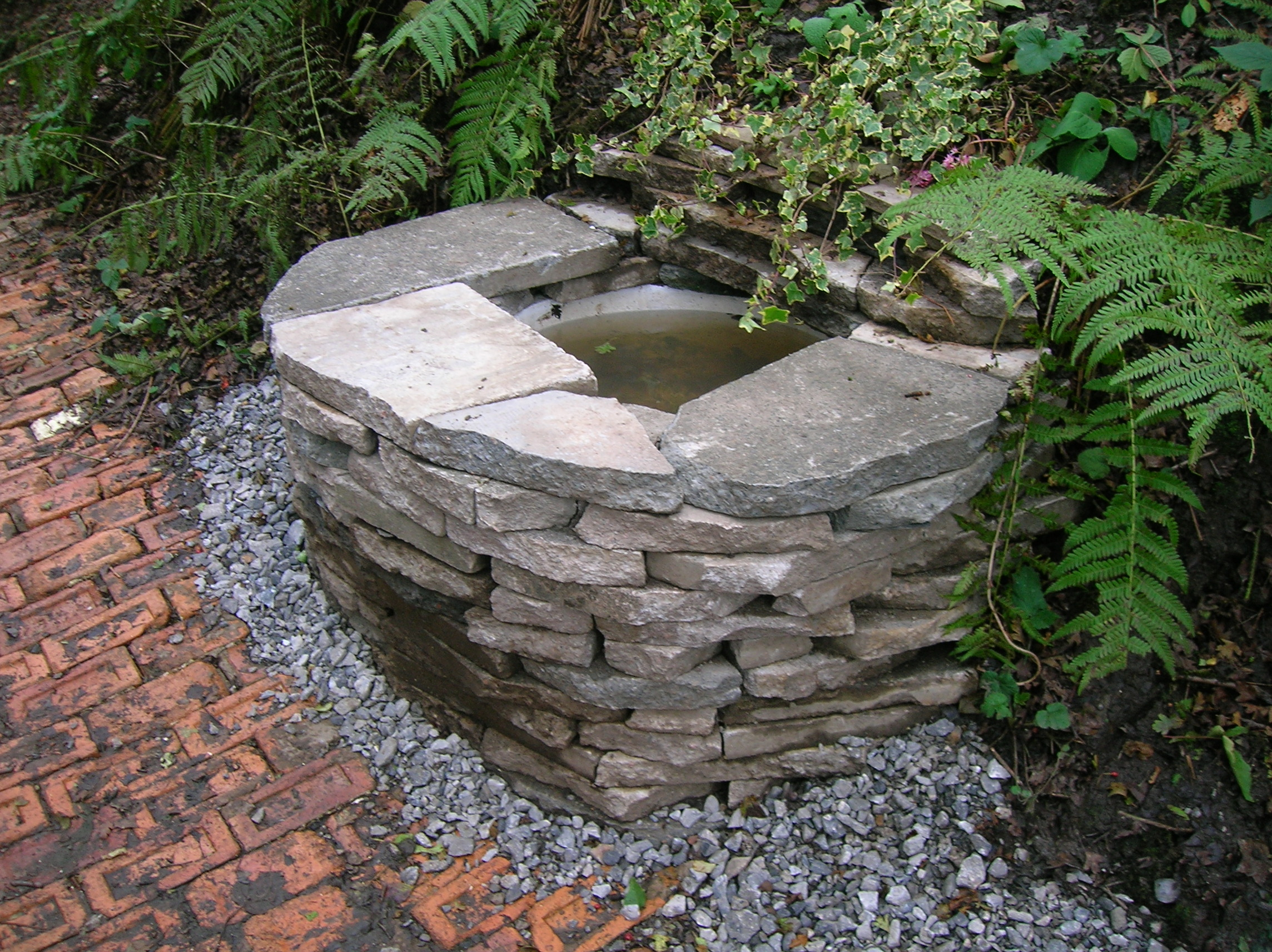
Puits à souhait à Barrmill, en Écosse.

Un puits à souhait est un terme provenant du folklore européen pour décrire un puits, considéré comme ayant la capacité d'exaucer tout vœu formulé. L'idée de souhait exaucé provient de l'idée que l'eau abritait des divinités ou avait été placée en cadeau par les dieux, puisqu'elle est source de vie et parfois même une denrée rare.
Les peuples germanique et celtes considéraient les sources et les puits comme des endroits sacrés. Ces endroits étaient parfois marqués par des statues de bois, souvent du dieu associé à l'étendue d'eau. Les peuples germaniques sont connus pour jeter armures et armes des ennemis vaincus dans des marais et autres étendues d'eau comme présents à leurs dieux,.
L'eau est censée avoir des pouvoirs de guérison et certains puits sont devenus connus, par les gens buvant l'eau, s'y baignant ou simplement en y faisant des vœux. Certaines personnes croient que les gardiens ou habitants du puits exauceraient leurs vœux s'ils en payaient le prix[réf. souhaitée]. Après avoir murmuré le vœu, on jette généralement un ou plusieurs pièces de monnaie dans le puits. Ce vœu serait alors réalisé par le gardien ou habitant, selon la façon dont la pièce aurait atterri au fond du puits. Ainsi, jeter une pièce dans un puits portait généralement chance, bien que cela dépende de la façon dont elle atterrit. La tradition de jeter des pièces dans des étangs et des fontaines vient de là[réf. souhaitée]. Les pièces seraient placées là comme cadeaux à la divinité pour montrer fidélité.
En novembre 2006, le Fountain Money Mountain rapporta que les touristes jetaient un peu plus de 3 millions de livres sterling par an dans des puits à souhaits. Cet usage peut aussi être un reste d'ancienne mythologie comme le puits de Mímir des mythes nordiques, aussi appelé le Puits de Sagesse. Il s'agit d'un puits qui pourrait exaucer à quelqu'un une sagesse infinie en échange de sacrifice de quelque chose cher à la personne. On demanda à Odin de sacrifier son œil droit, qu'il jeta dans le puits pour recevoir non seulement la sagesse de voir le futur mais aussi la compréhension de ces choses à venir. Mímir est le dieu nordique de la sagesse et son puits se situe aux racines de Yggdrasil, l'Arbre du Monde qui puise son eau du puits.
Un célèbre[réf. souhaitée] puits à souhait, le puits d'Upwey, est situé juste au nord de Weymouth, en Angleterre.